# Pontarlier
 Pontarlier (en francés: [pɔ̃.taʁ.lje]; en latín: Ariolica) es una comuna y una de las dos subprefecturas del departamento de Doubs, en la región de Borgoña-Franco Condado, al este de Francia.
Ubicada en el corazón del macizo del Jura, cerca de la frontera suiza, la ciudad se extiende a lo largo del río Doubs y ocupa la llanura de Arlier a unos 830–837 m de altitud. Está dominada por el pico Grand Taureau, que alcanza los 1.323 m.
Con una población registrada en 2022 de 17.928 habitantes, llamados Pontissaliens y Pontissaliennes, Pontarlier es el centro económico y comercial de la región del Haut‑Doubs.
Pontarlier ocupa un emplazamiento habitado desde el Neolítico. Conocida en la antigüedad como Ariolica, fue un importante punto de paso entre la Galia e Italia. En la Edad Media prosperó como núcleo comercial en la ruta que unía el Mediterráneo con el mar del Norte. La ciudad sufrió graves conflictos, especialmente durante la guerra de los Treinta Años, cuando fue asediada y prácticamente destruida en 1639 por las tropas de Bernardo de Sajonia‑Weimar, además de varios incendios devastadores en los siglos XVII y XVIII.
A comienzos del siglo XIX, Pontarlier se convirtió en la “capital francesa de la absenta” tras la apertura en 1805 de la destilería Pernod Fils por Henri‑Louis Pernod. A principios del siglo XX, había unas veinte destilerías que empleaban cerca de 3.000 personas gracias a la alta demanda nacional. Esta época dorada terminó bruscamente con la prohibición de la absenta en Francia en 1915. El renacimiento de su producción ha vuelto a vincular a Pontarlier con este legado.
Hoy en día, Pontarlier sigue siendo el principal motor económico del Haut‑Doubs. Su tejido industrial diversificado incluye empresas como Schrader (válvulas), Nestlé Francia (que produce allí el cacao Nesquik) y Hifi Filter France (especializada en filtración). La ciudad cuenta con más de 400 comercios repartidos en varias zonas comerciales, que atraen tanto a compradores franceses como suizos.
Pontarlier también conserva y promueve sus tradiciones gastronómicas y de bebidas regionales. La Fromagerie Badoz, fundada en 1961, es reconocida por la producción artesanal de quesos emblemáticos como el Comté y el Mont d’Or, elaborados con leche cruda de vacas locales. Por su parte, la Distillerie Pierre Guy, establecida en 1890, continúa la tradición licorera de la región. Es famosa por su absenta y el Pontarlier-Anis, un aperitivo anisado que conserva la receta familiar desde 1921.
Pontarlier posee un rico patrimonio arquitectónico y cultural. La iglesia de Saint‑Bénigne, reconstruida entre 1651 y 1666 en estilo románico‑gótico característico de Franco Condado, destaca por su campanario coronado con una cúpula imperial y vitrales de Alfred Manessier; está catalogada como monumento histórico. El arco de triunfo clásico de la Porte Saint‑Pierre, construido entre 1771 y 1773 para celebrar la reconstrucción de la ciudad, es otro símbolo importante. El Museo Municipal de Arte e Historia, instalado en una mansión del siglo XV, expone colecciones arqueológicas, objetos regionales, artes decorativas y piezas relacionadas con la absenta.

## Demografía
| 3 348 | 3 771 | 3 526 | 4 254 | 4 965 | 4 922 | 5 136 | 4 953 | 4 909 | 5 007 | 4 945 | 4 975 | 5 714 | 6 118 | 8 098 | 7 187 | 7 577 | 7 963 | 8 776 | 9 439 | 10 203 | 11 827 | 11 984 | 12 840 | 12 722 | 13 768 | 15 382 | 16 442 | 17 983 | 17 781 | 18 104 | 18 360 | 18 939 |
| Para los censos de 1962 a 1999 la población legal corresponde a la población sin duplicidades (Fuente: INSEE [Consultar]) |       |       |       |       |       |       |       |       |       |       |       |       |       |       |       |       |       |       |       |        |        |        |        |        |        |        |        |        |        |        |        |        |

Su aglomeración urbana –que también incluye Doubs, Houtaud y Dommartin- tenía una población de 22 897 habitantes en 2007.